# Dadamah
I Dadamah sono stati un gruppo rock neozelandese attivo nella prima metà degli anni novanta.
Il gruppo era composto da quattro membri: Kim Pieters, Peter Stapleton, Roy Montgomery e Janine Stagg. Dopo lo scioglimento i vari membri si dedicarono sia a carriere soliste (Roy Montgomery) che ad altri progetti musicali tra cui: Flies Inside the Sun, Doramaar, Dissolve e Rain.
Il loro unico album, This Is Not a Dream, viene ricordato come uno dei migliori pubblicati negli anni novanta in ambito alternative rock grazie al loro stile frutto dell'originale rielaborazione di varie influenze, dalla psichedelia dei Velvet Underground al rumorismo post punk dei Pere Ubu, o all'ambient di Brian Eno ed al garage rock.

## Discografia

### Album
- 1992 - This Is Not a Dream - (Majora, ristampato da Kranky nel 1994)

### Singoli
- 1991 - Nicotine/High Time
- 1991 - Scratch Sun/Radio Brain